# Католицька церква на Мальті
Като́лицька це́рква на Ма́льті — найбільша християнська конфесія Мальти. Складова всесвітньої Католицької церкви, яку очолює на Землі римський папа. Керується конференцією єпископів. Станом на 2004 рік у країні нараховувалося близько 368 000 католиків (95,34% від усього населення). Існувало 2 діоцезій, які об'єднували 79 церковних парафій.  Кількість  священиків — 925 (з них представники секулярного духовенства — 477, члени чернечих організацій — 448), постійних дияконів — 0, монахів — 524, монахинь — 1047.